# Таше
Таше (англ. Taché) — сільський муніципалітет в Канаді, у провінції Манітоба.

## Населення
За даними перепису 2016 року, сільський муніципалітет нараховував 11568 осіб, показавши зростання на 12,5%, порівняно з 2011-м роком. Середня густина населення становила 19,9 осіб/км².
З офіційних мов обидвома одночасно володіли 2 905 жителів, тільки англійською — 8 515, тільки французькою — 45, а 90 — жодною з них. Усього 1545 осіб вважали рідною мовою не одну з офіційних, з них 10 — одну з корінних мов, а 75 — українську.
Працездатне населення становило 73,7% усього населення, рівень безробіття — 4,2% (4,5% серед чоловіків та 3,7% серед жінок). 87,7% осіб були найманими працівниками, а 11,8% — самозайнятими.
Середній дохід на особу становив $48 792 (медіана $41 148), при цьому для чоловіків — $58 911, а для жінок $38 425 (медіани — $51 392 та $32 397 відповідно).
30,4% мешканців мали закінчену шкільну освіту, не мали закінченої шкільної освіти — 22,2%, 47,4% мали післяшкільну освіту, з яких 25,1% мали диплом бакалавра, або вищий, 10 осіб мали вчений ступінь.
| Статево-вікова структура населення | Статево-вікова структура населення | Статево-вікова структура населення | Статево-вікова структура населення | Статево-вікова структура населення |
| ---------------------------------- | ---------------------------------- | ---------------------------------- | ---------------------------------- | ---------------------------------- |
|                                    |                                    |                                    |                                    |                                    |
| Всього                             | Всього                             | 50,8%49,2%                         |                                    |                                    |
| 0 — 14 років                       | 0 — 14 років                       |                                    | 25%                                | 25%                                |
| 15 — 64 років                      | 15 — 64 років                      |                                    | 66,6%                              | 66,6%                              |
| 65 і більше                        | 65 і більше                        |                                    | 8,3%                               | 8,3%                               |
| 85 і більше                        | 85 і більше                        |                                    | 0,4%                               | 0,4%                               |
| Середній вік (років)               | Середній вік (років)               | 34,734,1                           | 34,4                               | 34,4                               |
| Медіана (років)                    | Медіана (років)                    | 35,134,5                           | 34,8                               | 34,8                               |
| — чоловіки — жінки                 |                                    |                                    |                                    |                                    |

| Походження мешканців:     | Походження мешканців:     | Походження мешканців: | Походження мешканців: | Походження мешканців: |
| ------------------------- | ------------------------- | --------------------- | --------------------- | --------------------- |
| Походження                |                           |                       | осіб                  | %                     |
| Корінні американці        | Корінні американці        |                       | 2 095                 | 18.15%                |
| Інше північноамериканське | Інше північноамериканське |                       | 3 280                 | 28.42%                |
| Європейське               | Європейське               |                       | 9 745                 | 84.45%                |
| британське                | британське                |                       | 4 120                 | 35.7%                 |
| французьке                | французьке                |                       | 3 075                 | 26.65%                |
| українське                | українське                |                       | 1 775                 | 15.38%                |
| Латинськоамериканське     | Латинськоамериканське     |                       | 120                   | 1.04%                 |
| Карибське                 | Карибське                 |                       | 95                    | 0.82%                 |
| Африканське               | Африканське               |                       | 130                   | 1.13%                 |
| Азійське                  | Азійське                  |                       | 230                   | 1.99%                 |

| Зайнятість населення за галузями (за класифікацією NOC): | Зайнятість населення за галузями (за класифікацією NOC): | Зайнятість населення за галузями (за класифікацією NOC): | Зайнятість населення за галузями (за класифікацією NOC): | Зайнятість населення за галузями (за класифікацією NOC): |
| -------------------------------------------------------- | -------------------------------------------------------- | -------------------------------------------------------- | -------------------------------------------------------- | -------------------------------------------------------- |
|                                                          |                                                          |                                                          |                                                          |                                                          |
| Управління                                               | Управління                                               |                                                          | 13,4%                                                    | 13,4%                                                    |
| Бізнес, фінанси та адміністрування                       | Бізнес, фінанси та адміністрування                       |                                                          | 15,4%                                                    | 15,4%                                                    |
| Природничі та прикладні науки                            | Природничі та прикладні науки                            |                                                          | 4,5%                                                     | 4,5%                                                     |
| Охорона здоров'я                                         | Охорона здоров'я                                         |                                                          | 5,3%                                                     | 5,3%                                                     |
| Освіта, правозахист, муніципальні та урядові служби      | Освіта, правозахист, муніципальні та урядові служби      |                                                          | 12,9%                                                    | 12,9%                                                    |
| Мистецтво, культура, відпочинок та спорт                 | Мистецтво, культура, відпочинок та спорт                 |                                                          | 1,7%                                                     | 1,7%                                                     |
| Роздрібна торгівля та послуги                            | Роздрібна торгівля та послуги                            |                                                          | 15,1%                                                    | 15,1%                                                    |
| Гуртова торгівля, транспорт та обладнання                | Гуртова торгівля, транспорт та обладнання                |                                                          | 24,9%                                                    | 24,9%                                                    |
| Природні ресурси, сільське господарство                  | Природні ресурси, сільське господарство                  |                                                          | 3,2%                                                     | 3,2%                                                     |
| Виробництво                                              | Виробництво                                              |                                                          | 3,5%                                                     | 3,5%                                                     |

## Клімат
Середня річна температура становить 2,6°C, середня максимальна – 23,7°C, а середня мінімальна – -24,9°C. Середня річна кількість опадів – 592 мм.
| Клімат поселення                              | Клімат поселення | Клімат поселення | Клімат поселення | Клімат поселення | Клімат поселення | Клімат поселення | Клімат поселення | Клімат поселення | Клімат поселення | Клімат поселення | Клімат поселення | Клімат поселення | Клімат поселення |
| Показник                                      | Січ.             | Лют.             | Бер.             | Квіт.            | Трав.            | Черв.            | Лип.             | Серп.            | Вер.             | Жовт.            | Лист.            | Груд.            |                  |
| Середній максимум, °C                         | −11,66           | −7,36            | 0,00             | 10,30            | 18,77            | 23,70            | 23,68            | 22,83            | 17,39            | 10,20            | −0,1             | −9,72            |                  |
| Середня температура, °C                       | −18,28           | −14              | −6,65            | 3,68             | 12,10            | 17,07            | 19,12            | 18,27            | 12,80            | 5,63             | −4,65            | −14,3            |                  |
| Середній мінімум, °C                          | −24,92           | −20,62           | −13,28           | −2,97            | 5,50             | 10,41            | 14,58            | 13,73            | 8,28             | 1,10             | −9,21            | −18,83           |                  |
| Норма опадів, мм                              | 26               | 16               | 23               | 31               | 69               | 100              | 93               | 75               | 59               | 44               | 29               | 27               |                  |
| Середньомісячна швидкість вітру, м/с          | 3.90             | 3.86             | 4.00             | 4.20             | 4.22             | 3.80             | 3.40             | 3.60             | 4.00             | 4.30             | 4.20             | 3.98             |                  |
| Середньомісячна сонячна радіація, кДж/м²·день | 4356             | 7720             | 12517            | 17152            | 19908            | 20952            | 21557            | 18343            | 12618            | 7489             | 4249             | 3208             |                  |
| --------------------------------------------- | ---------------- | ---------------- | ---------------- | ---------------- | ---------------- | ---------------- | ---------------- | ---------------- | ---------------- | ---------------- | ---------------- | ---------------- | ---------------- |
| Джерело:                                      |                  |                  |                  |                  |                  |                  |                  |                  |                  |                  |                  |                  |                  |